# Demavendia pastinacifolia
Demavendia pastinacifolia là một loài thực vật có hoa trong họ Hoa tán. Loài này được (Boiss. & Hausskn.) Pimenov mô tả khoa học đầu tiên năm 1987.